# The Diamond Master
The Diamond Master é um seriado estadunidense de 1929, gênero aventura, dirigido por Jack Nelson, em 10 capítulos, estrelado por Hayden Stevenson e Louise Lorraine. Produzido e distribuído pela Universal Pictures, e veiculou nos cinemas estadunidenses entre 3 de fevereiro e 7 de abril de 1929.
O seriado é baseado na história “The Diamond Master”, de Jacques Frutelle, que já havia sido filmada previamente, em 1921, também em forma de seriado pela Universal Pictures, sob o título The Diamond Queen.
Este seriado é considerado perdido. 

## Elenco
- Hayden Stevenson - Mark Van Cortland Wynne
- Louise Lorraine - Doris Killner
- Al Hart - Randolph Latham
- Monte Montague
- Louis Stern - John Killner
- Walter Maly

## Capítulos
1. The Secret of the Night
2. The Diamond of Death
3. The Tunnel of Terror
4. Trapped
5. The Diamond Machine
6. The Wolf Pack
7. The Death Trap
8. Into the Flames
9. The Last Stand
10. The Reckoning